# Тюремный бунт
Тюремный бунт — акт согласованного неповиновения или беспорядков со стороны группы заключенных против администрации тюрьмы, надзирателей или других групп заключенных.
Тюремные бунты не были предметом многочисленных академических исследований. Существующие анализы, как правило, подчеркивают связь между условиями содержания в тюрьмах (например, их переполненностью) и беспорядками или обсуждают динамику современных тюремных бунтов. Кроме того, большая часть академических исследований посвящена конкретным случаям бунтов в тюрьмах. В другом недавнем исследовании анализируются и изучаются забастовки в тюрьмах и сообщения о разногласиях с заключенными.

## Условия содержания в тюрьме
В конце XX века анализ и выводы, представленные для объяснения тюремных беспорядков и беспорядков, начали смещаться и меняться на основе новых исследований. Изначально тюремные бунты считались нерациональными действиями в пользу заключенных. Тем не менее, произошел сдвиг в форме объяснения, поскольку власти продвигают внешние условия, такие как перенаселенность, как возможные источники причинно-следственной связи.

## Восстания в ГУЛАГе
- Норильское восстание, май 1953 г. — забастовка
- Воркутинское восстание, июль 1953 г. — 66 убитых.
- Кенгирское восстание, май 1954 г. — 37 убитых (официальные советские данные), 500—700 убитых (данные заключенных)